# Croton dibindi
Espèce
Classification APG II (2003)
Croton dibindi est une espèce de plantes à fleurs du genre Croton et de la famille des Euphorbiaceae, présente au Congo[Lequel ?].